# Samson (barcaza grúa)
Samson fue una grúa flotante que encalló frente a la costa de Irlanda en 1987.
El Samson había salido de Liverpool el 9 de diciembre de 1987 con destino a La Valeta, Malta. Aunque la barcaza estaba siendo remolcada inicialmente por un remolcador, el cabo de remolque se rompió en condiciones de vientos huracanados cerca de la costa galesa a primera hora del 11 de diciembre. Los dos hombres a bordo de la barcaza fueron rescatados por un Sea King de la RAF que volaba desde la RAF Brawdy, después de que los intentos de reconectar el cabo de remolque fracasaran.
La barcaza encalló finalmente en Rams Head, Ardmore, condado de Waterford (sur de Irlanda), aproximadamente a las 7.50 horas del 12 de diciembre. Poco después de que la barcaza encallara, se eliminaron los contaminantes peligrosos, pero a pesar de las preguntas planteadas en el Dáil Éireann, la barcaza naufragada no fue rescatada y permanece en su lugar. La hélice del barco fue retirada y se exhibió en el pueblo de Ardmore.
En abril de 2016, todo el foque se derrumbó en el mar.

## Galería

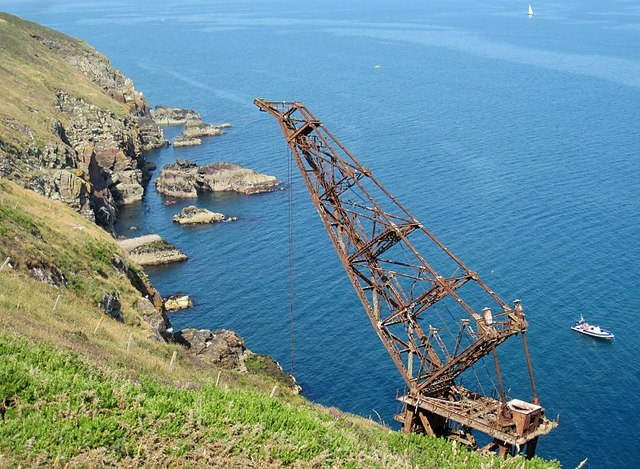
Pecio del Samson en el año 2013.
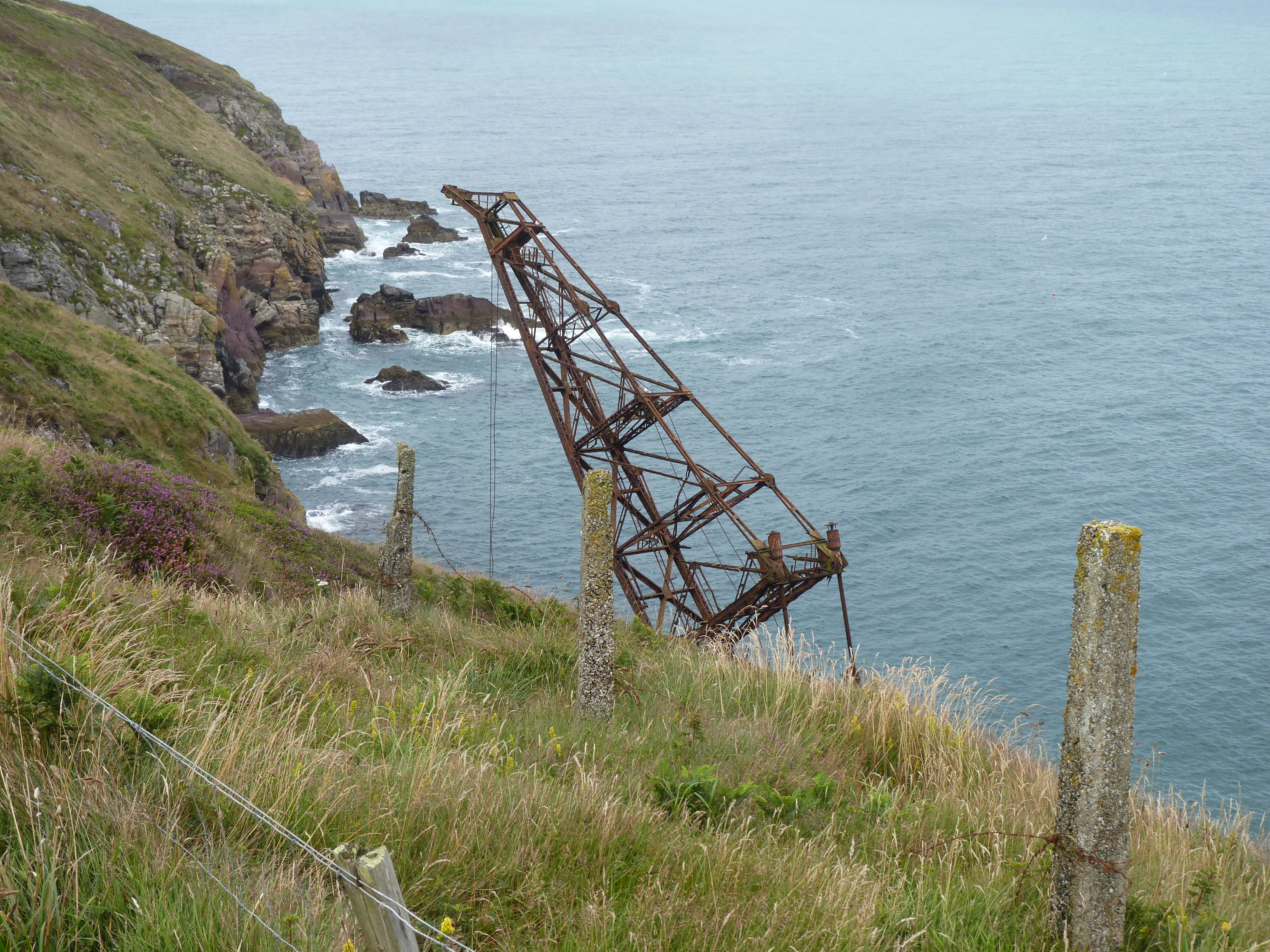
El Samson, visto desde los acantilados de Rams Head
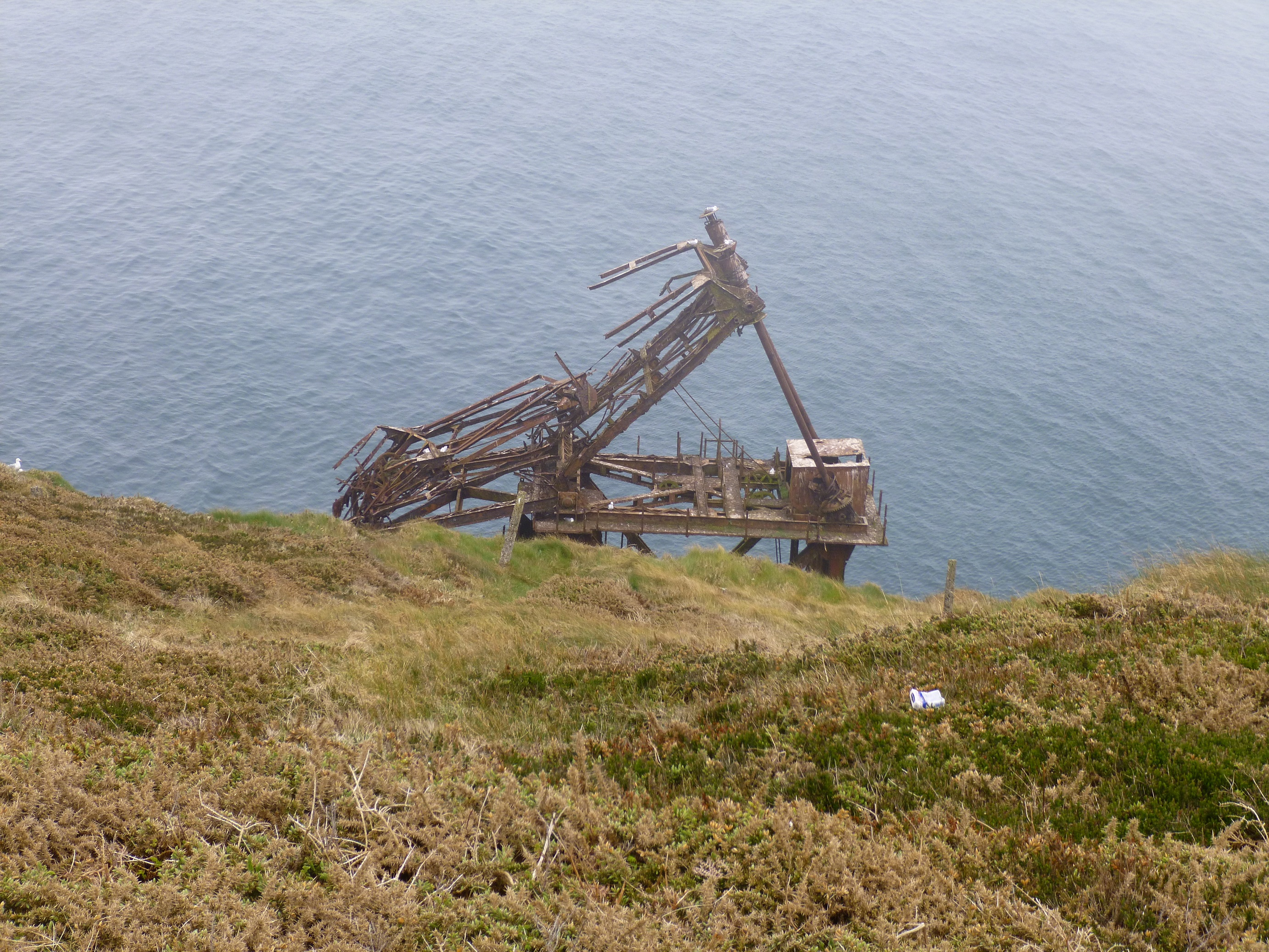
Samson, tras el hundimiento del foque, abril de 2016.
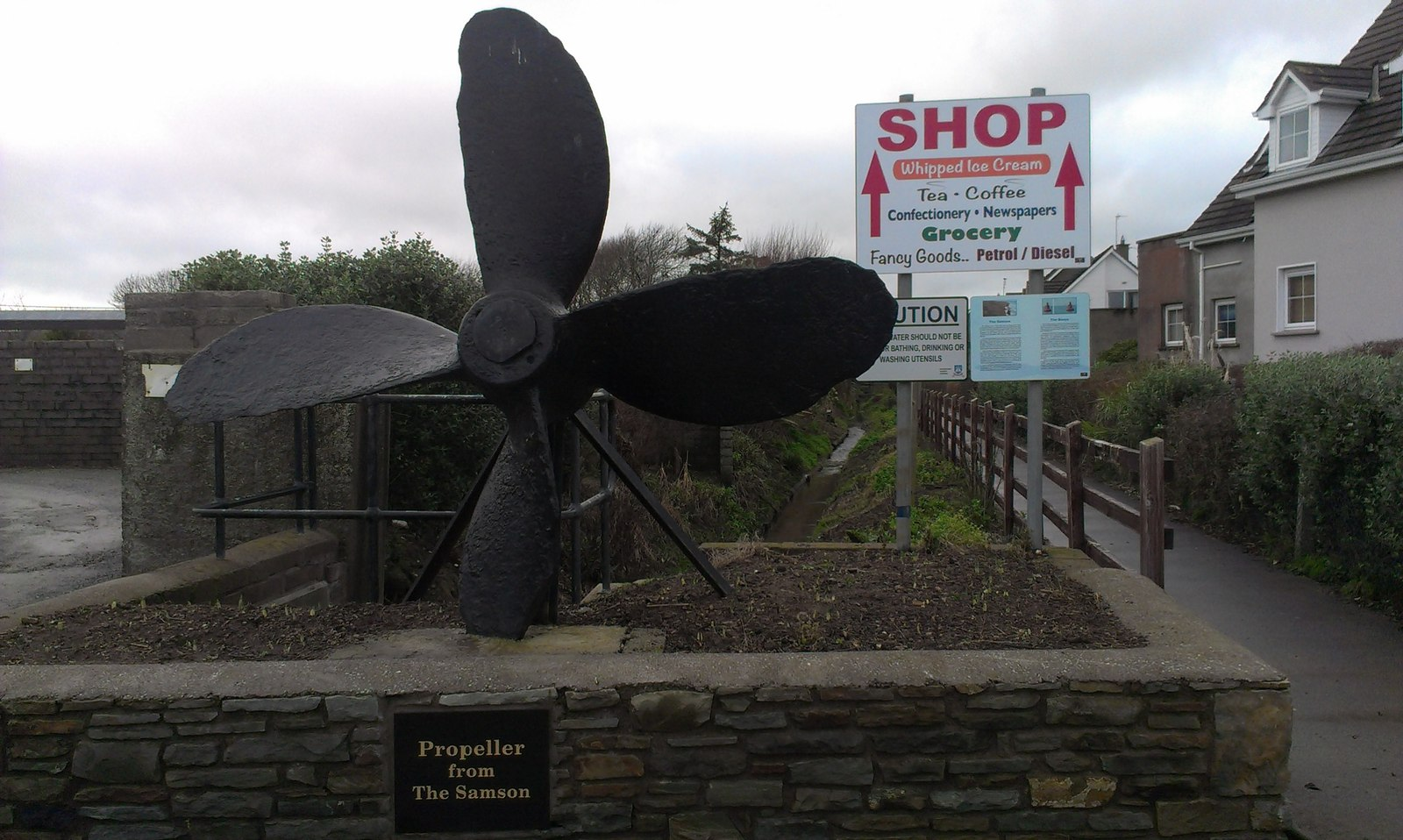
La hélice de Sansón, que fue retirada y puesta en exhibición en la ciudad de Ardmore.